# Kenessey Kálmán (hajóskapitány)
Kenesei Kenessey Kálmán (Győr, 1860. október 8. – Budapest, 1915. október 28.) hajóskapitány, minisztériumi tanácsos, Kenessey Albert fia.

## Élete
Iskoláit Budapesten végezte, azután a hajós pályára lépve, 1883-ban Bécsben hajóskapitányi oklevelet szerzett. 1888 közepéig mint kapitány a Dunahajózási társaságnál volt alkalmazásban, onnét a Luczenbacher-féle hajózási vállalathoz lépett át mint üzletvezető felügyelő. Ezen állásából hívták meg az állami szolgálatba: 1890-ben a magyar királyi vasúti és hajózási főfelügyelőséghez főfelügyelőnek nevezték ki. 1892-ben a Párizsban megtartott nemzetközi hajózási kongresszuson a kereskedelmi minisztérium képviseletében vett részt, a szervező bizottságnak tagja és az egyik szakosztály alelnöke volt.
Magyar és német szaklapokban több hajózási érdekű cikke jelent meg, úgy mint a Vizügyi és Hajózási Közlönyben, a Gazdasági Mérnökben, a Danubiusban; munkatársa az Osztrák-Magyar Monarchia írásban és képben című munka magyar kiadásának és a Magyarország megyéi s városai című monographiának; a Pallas nagy Lexikona számára a folyami hajózás körébe tartozó cikkeket írta.